# 秋田六郡三十三観音霊場

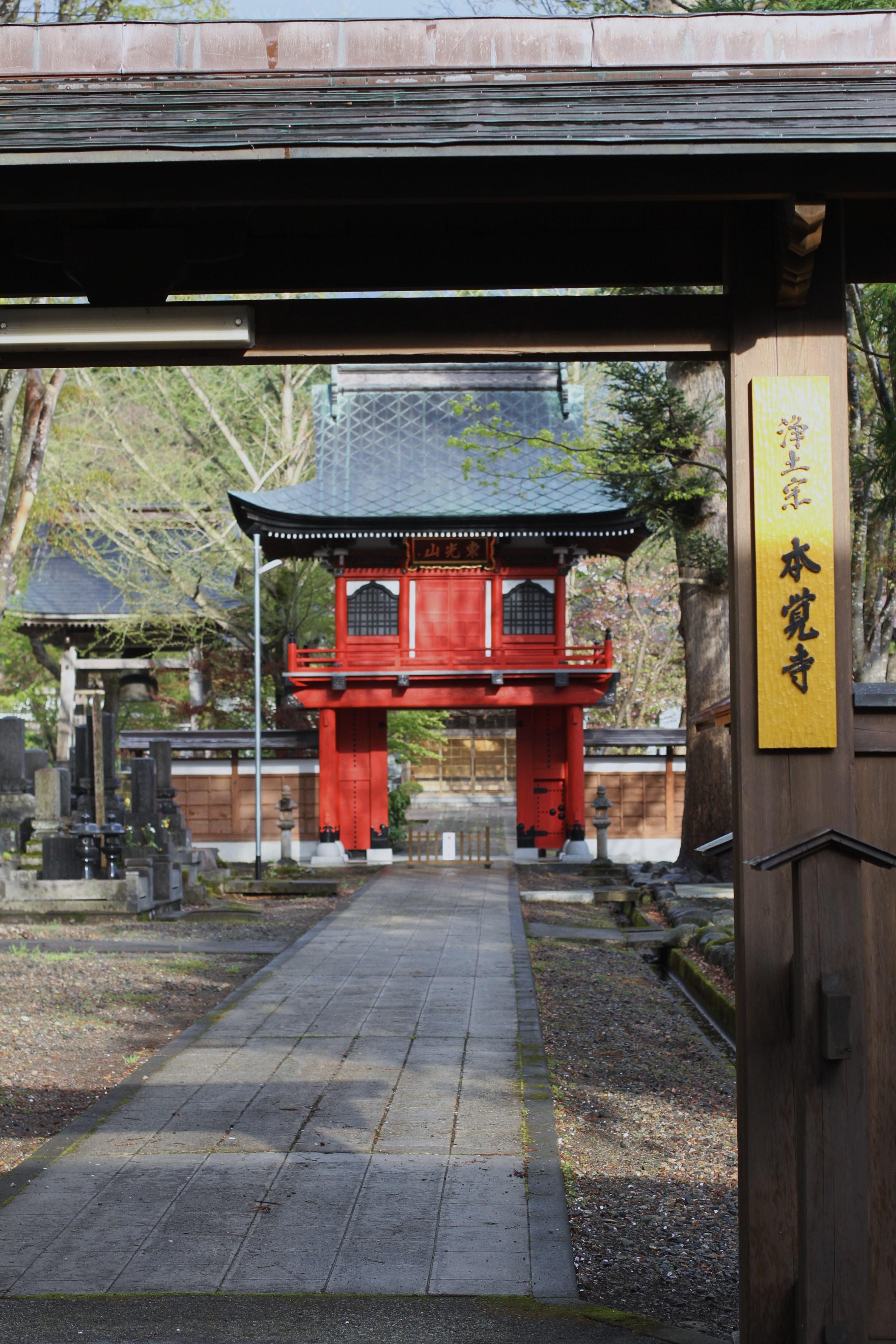
秋田六郡三十三観音霊場第14番札所 秋田県仙北郡美郷町六郷の東光山本覚寺

秋田六郡三十三観音霊場（あきたろくぐんさんじゅうさんかんのんれいじょう）とは、秋田県の旧久保田藩に所在する33か所の観音霊場。

## 概要と一覧
「秋田六郡三十三観音霊場」は、長久年間（1040年-1043年）に横手長者森（御嶽山、塩湯彦神社）の「満徳長者」卜部保昌が出家して保昌坊と称し、西国三十三所巡礼をおこない、大仏師定朝に観音像33体をつくらせ、故郷にもどって現在の秋田県地方（雄勝郡、平鹿郡、仙北郡、河辺郡、秋田郡、山本郡の6郡）の社寺に奉納して霊場を定めたものの、長いあいだに忘却され、荒廃してしまったとして、享保年間（1716年-1735年）に鈴木定行と加藤政貞の2名が古跡を訪ねて巡礼し、和歌も添えた巡礼記をのこしたことから、一般にも広まった巡礼所である。
領内に西国三十三所の観音を移した場所は三岳山（御嶽山）より北比内庄松峰山までである。南比内の七日市村の長崎七左衛門という老人が、この順路をくわしく記し旅行したが、その始めに縁起を書いた。御嶽山の臣が京都に登って三十三所の観世音の像を彫刻させ、比叡山の教円阿闍梨に点眼供養を頼んだ。帰国してそれぞれの霊地に奉納した。その後、教円阿闍梨も訪れて巡礼された時の詠歌が今なお人が知る所となっている。
法華経においては観世音菩薩は33の姿に変化するとも記されることから33という数が格別な意味をもつ数字と考えられたといわれ、東北地方にあっても、近世にあっては諸街道や舟運の整備が進み、津軽三十三観音霊場、奥州三十三観音霊場、最上三十三観音霊場、信達三十三観音霊場、安積三十三観音霊場などがひらかれ、各地で信仰とレジャーを兼ねた三十三箇所めぐりがさかんとなった。
1987年(昭和62年)には、享保年間に定められた「秋田六郡三十三観音霊場」を基に、秋田魁新報社が「秋田三十三観音霊場」を選定した。既に観音像が紛失している寺院や、廃仏毀釈運動で神社になった寺院などを削除し、秋田六郡以外から新たに秋田県に編入された由利本荘市や鹿角市の寺院を追加したものである。
| No.  | 所在地                 | 観音霊場                     | 巡礼歌                                                | 現住所                     |
| ---- | ---------------------- | ---------------------------- | ----------------------------------------------------- | -------------------------- |
| 1番  | 平鹿郡横手御嶽山       | 塩湯彦ノ尊座湯の峯白瀧の観音 | 補陀落や御たけの瀧の白糸に はるはる来ては洗ふ欲あか   | 横手市山内大松川字観音沢   |
| 2番  | 平鹿郡横手             | 實入野十一面観音             | 杉澤の清き流れや實入野に 岸打つなみは松風の音         | 横手市睦成                 |
| 3番  | 平鹿郡横手             | 三井寺聖観音                 | 春は花夏は林の鐘の音 常に教の絶えぬ般若寺             | 横手市前郷一番町           |
| 4番  | 平鹿郡横手             | 無量寿寺千寿院               | 夏山の梢のせみのから衣 澤の御寺の御法なるもの         | 横手市                     |
| 5番  | 平鹿郡明澤村           | 多武峯観音                   | 峯の花麓のつつし分け登り 佛のをしへ明澤の月           | 横手市平鹿町醍醐明沢       |
| 6番  | 雄勝郡杉宮             | 三輪山杉林寺吉祥院三面観音   | 来てみれば田ことの杉も眞直に 末たのもしき観世音なり   | 雄勝郡羽後町杉宮           |
| 7番  | 雄勝郡小野村           | 中山小野寺千手観音           | 言の葉の種に残りて古の 跡なつかしき小野の故里         | 湯沢市小野                 |
| 8番  | 雄勝郡鮎川村           | 東鳥海山千手観音             | 東より西に移ろふ鳥の海 雄勝の空もはれし夕立           | 湯沢市相川                 |
| 9番  | 雄勝郡横堀村           | 横堀山正音寺十一面観音       | 重くとも五つの罪のいつとなく 十の蓮華に座すとおもへは | 湯沢市横堀                 |
| 10番 | 雄勝郡上院内春光山     | 観音堂十一面観音             | 樂の遠からぬ身は苦の修行 薩埵の慈悲にやすむ院内       | 湯沢市上院内               |
| 11番 | 平鹿郡大森村           | 龍淵山大慈寺聖観音           | 後の世も現世の苦難剱の難 経味を受けて今宿の里         | 横手市大森町高口           |
| 12番 | 平鹿郡横手             | 朝日岡聖観音                 | 朝日さす峯の佛の誓には まいる心を御手にもらさし       | 横手市旭                   |
| 13番 | 仙北郡金沢村           | 万年山祇園寺聖観音           | わけ行は大悲の光いやましに 湧出る水金洗沢             | 横手市金沢本町             |
| 14番 | 仙北郡六郷村           | 東光山本覚寺聖観音           | 日出つるや光も深きいやましに 大悲のちかひ本覚の寺     | 仙北郡美郷町六郷字東高方町 |
| 15番 | 仙北郡田澤村           | 黒尊佛森の観音               | 有かたや自然石佛黒尊佛 逢ふもまれなる観音の慈悲       | 仙北市田沢湖田沢           |
| 16番 | 仙北郡小杉山村         | 圓満寺十一面観音             | 野を越えて山路に入れは時鳥 小杉山にもほそんかけたり   | 大仙市土川小杉山           |
| 17番 | 仙北郡峯吉川村         | 高寺山高善寺千手観音         | たふとやと峯吉川の観世音 瀧の流れもほとけほとけと     | 大仙市協和町峰吉川高寺     |
| 18番 | 仙北郡境村             | 唐松山光雲寺不空羂索観音     | もろこしを移すや名のみ唐松の 川風涼し法のかよひ路     | 大仙市協和境               |
| 19番 | 河辺郡岩見村           | 両沢山千手院千手観音         | いく度も心をはこぶつくし森 千手の誓ひかたき石山       | 秋田市河辺岩見             |
| 20番 | 河辺郡戸島の庄宝川村   | 法喜山観音院聖観音           | 積置し御法の山を今そ見る 清くなかるる宝川の水         | 秋田市下北手宝川           |
| 21番 | 秋田郡太平庄           | 太平山永元寺                 | 嬉しさよ太平山も雲晴て あゆみをはこふ慈悲の古寺       | 秋田市太平中関字宮沢       |
| 22番 | 秋田郡藤倉村           | 藤倉山長命寺秘佛の観音       | 妙なるや佛も御法る時節也 我住む庵に冥加あらせ玉へ     | 秋田市山内字藤倉           |
| 23番 | 秋田郡山内村松原       | 亀像山補陀寺                 | はるはると来て松原の入相に 寝に来るからす二ツ三ツ四ツ | 秋田市山内字松原           |
| 24番 | 秋田郡寺内村           | 亀甲山古四王堂聖観音         | 年ふるや亀甲の山の池に生ふる 真菰菖蒲ものりの大悲寺   | 秋田市寺内                 |
| 25番 | 秋田郡新城の庄石名坂村 | 高倉山龍泉寺大勢至観音       | 墨染のさくらも実のる高倉の 阿彦の池に月澄るなり       | 秋田市上新城石名坂         |
| 26番 | 秋田郡男鹿椿村         | 補陀落山長楽寺十一面観音     | 岩島や実に打浪の観世音 利益のふかき西の海面           | 男鹿市船川港椿             |
| 27番 | 秋田郡男鹿真山         | 赤神山光飯寺十一面観音       | 峯二つかけし山路の木の間より 真如の月をなかめぬるかな | 男鹿市北浦字真山           |
| 28番 | 山本郡八森村           | 瀑峯山天龍寺聖観音           | 岩をたて山をかこひの瀧の壺 たた観音と唱ふ声のみ       | 山本郡八峰町八森           |
| 29番 | 山本郡荷上場村         | 高岩山聖観音                 | 名のみ聞く高岩寺の明の鐘 積む煩悩も消えて行くなり     | 能代市二ツ井町荷上場       |
| 30番 | 山本郡小繋村           | 七倉山宝蔵観音               | 七倉や石碑の光ほからかに 流るゝ音もみのりなるもの     | 能代市二ツ井町小繋         |
| 31番 | 秋田郡比内の庄大館     | 鳳凰山玉林寺馬頭観音         | 天くたる鳳凰山の桐の沢 玉の御寺に駒そいさめる         | 大館市大館                 |
| 32番 | 秋田郡比内の庄         | 松峯山大自在観音             | いやましの光も時に埋もるゝ あらはれ照らせ松峯の月     | 大館市大館                 |
| 33番 | 秋田比内の庄花岡村     | 岩本山信正寺聖観音           | 岩本の御法の鐘の声きけは いかなる罪も世に残るまし     | 大館市花岡町               |

## ギャラリー

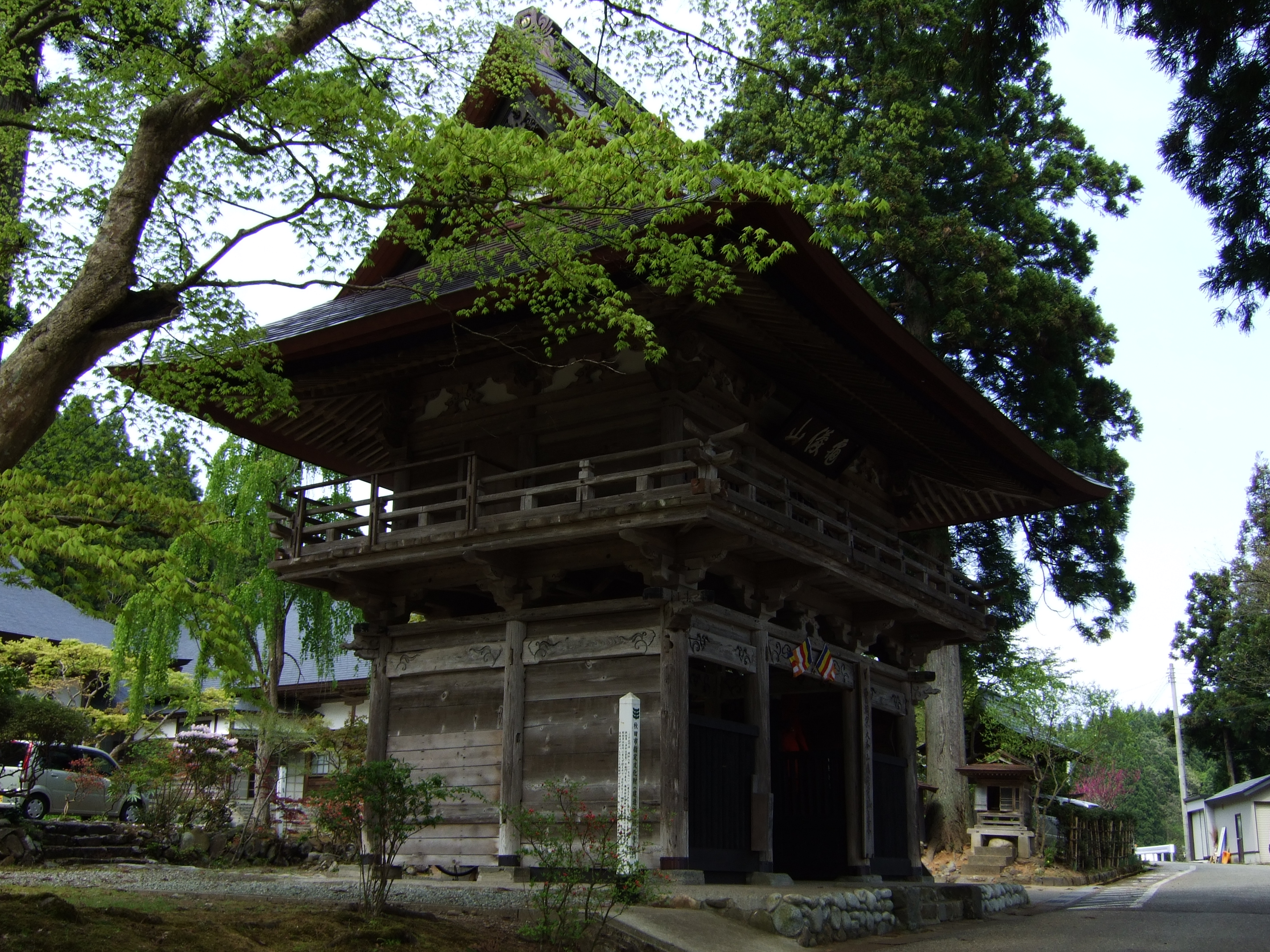
秋田市松原補陀寺の山門